# Distretto di La Molina
Il distretto di La Molina (spagnolo: Distrito de La Molina) è un distretto del Perù che appartiene geograficamente e politicamente alla provincia e dipartimento di Lima.